# Bythaelurus hispidus
Bythaelurus hispidus es una especie de peces de la familia Scyliorhinidae en el orden de los Carcharhiniformes.

## Morfología
• Los machos pueden llegar alcanzar los 26 cm de longitud total.

## Hábitat
Es un pez de mar  que vive entre 200-403 m de profundidad.

## Distribución geográfica
Se encuentra al sudeste de la India e Islas Andamán.